# 우간다-폴란드 관계
우간다-폴란드 관계는 우간다와 폴란드 간의 양자 관계이다. 양국 관계는 무역과 개발 지원에 중점을 둔다. 양국은 세계무역기구와 유엔의 정회원국이다.

## 역사

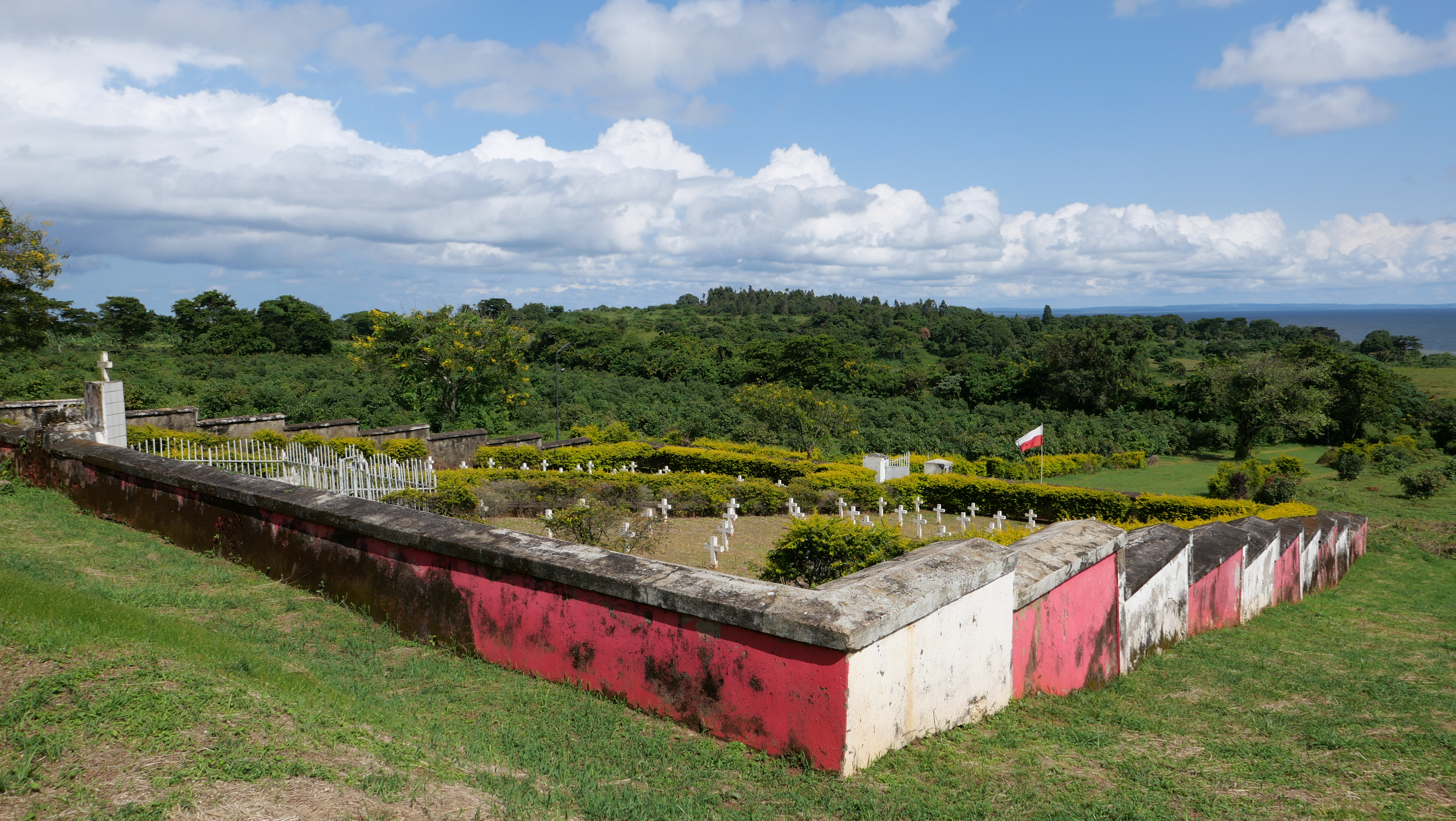
코자에 있는 폴란드 난민 묘지

제2차 세계 대전 중, 나치 독일에 의해 점령된 폴란드에서 온 704명의 남성(대부분 노인), 2,833명의 여성, 2,906명의 어린이를 포함한 6,443명의 폴란드인 난민이 우간다에 입국했다. 3,635명의 폴란드인들은 마신디에 머물렀고, 2,800명은 코자에, 8명은 캄팔라에 머물렀다. 1943년부터 1945년까지 우간다 수도 캄팔라에 폴란드 영사관이 있었다. 전쟁 후, 폴란드 난민들은 점차 유럽으로 송환되었다. 1948년에는 여전히 1,387명의 폴란드인들이 우간다에 남아있었다. 남아있던 폴란드 난민들은 1952년까지 우간다를 떠났을 가능성이 높다. 우간다에 남아있는 폴란드 난민의 흔적은 마신디 근처의 폴란드의 성모 마리아 가톨릭 교회이다.
폴란드의 나병 전문가이자 제2차 세계 대전 당시 저항 운동의 전 멤버였던 완다 블렌스카는 1951년부터 1983년까지 불루바 병원의 수석 의사였다. 그녀는 이 병원을 나병 치료를 위한 국제적으로 인정받는 현대적인 센터로 발전시켰다. 틀:Relevance inline
외교 관계는 우간다의 독립 선언 직후인 1963년에 수립되었다.

## 현대 관계
폴란드 프란치스코회는 폴란드 정부의 공동 자금 지원을 받아 카쿠게에 깊은 우물, 학교 및 보건 센터를 건설했다. 폴란드 의료 선교단은 우간다 의료 종사자들을 위한 전문 과정을 제공하고, 카쿠게 보건 센터를 개조하고 전문 장비를 기증했다. 폴란드 국제 원조 센터의 응급 의료팀은 남수단 내전 난민들이 치료받는 코보코의 지역 병원을 지원했다. 2021년 7월, 폴란드는 우간다의 코로나19 범유행 퇴치를 돕기 위해 의료진을 파견했다.

## 문헌
- Wróbel, Janusz (2003). 《Uchodźcy polscy ze Związku Sowieckiego 1942–1950》 (폴란드어). Łódź: 국립추모연구소. ISBN 978-83-7629-522-0.